# Station Krzydłowice
Station Krzydłowice is een spoorwegstation in de Poolse plaats Krzydłowice.